# 瓦勒迪泽尔
瓦勒迪泽尔（法語：Val d'Isère，法語發音：[val dizɛʁ]）是法国东南部奥弗涅-罗讷-阿尔卑斯大区萨瓦省塔朗泰斯谷内的一个市鎮，与意大利接壤。瓦勒迪泽尔是法国著名的滑雪胜地，与里昂、日内瓦和尚贝里有良好的交通道路，定期举办高山滑雪世界杯比赛。1992年冬季奥运会和2009年世界高山滑雪锦标赛也曾在这里进行高山滑雪项目比赛。三重奥运冠军让-克洛德·基利就在瓦勒迪泽尔长大。

## 地名
“瓦勒迪泽尔”（Val d'Isère）一名在法语中意为“伊泽尔河谷”。

## 地理
瓦勒迪泽尔（45°26'59"N, 6°58'38"E）面积94.39平方公里，位于法国奥弗涅-罗讷-阿尔卑斯大区萨瓦省，该省份为法国东部省份，历史上为薩伏依的一部分，北起上萨瓦省，西接伊泽尔省和安省，南部和东部与上阿尔卑斯省和意大利接壤。在法意边境的瓦努瓦斯国家公园创建于1963年。
与瓦勒迪泽尔接壤的市镇（或旧市镇、城区）包括：切雷索莱雷阿莱、雷姆圣母村、阿尔克河畔博讷瓦勒、蒂涅、瓦勒瑟尼。
瓦勒迪泽尔的时区为UTC+01:00、UTC+02:00（夏令时）。

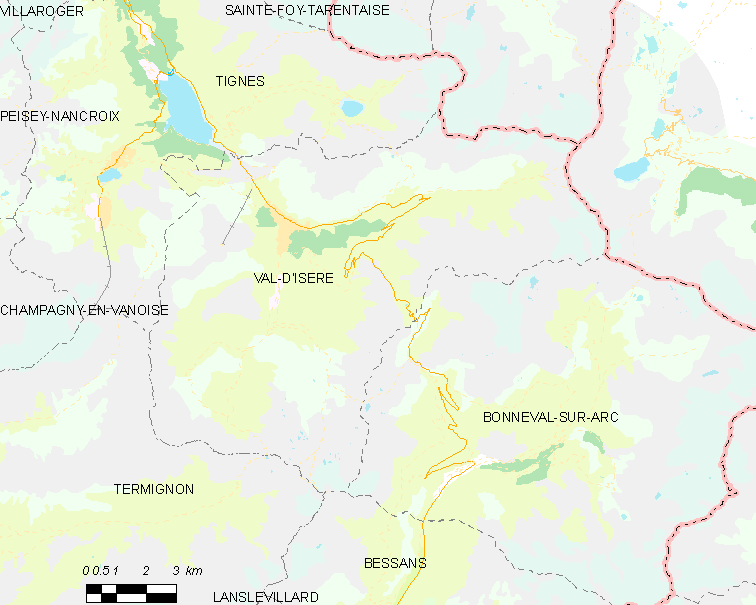
瓦勒迪泽尔的OSM定位图

## 行政
瓦勒迪泽尔的邮政编码为73150，INSEE市镇编码为73304。

## 政治
瓦勒迪泽尔所属的省级选区为圣莫里斯堡县。

## 人口

1962-2008年间瓦勒迪泽尔人口变化图示

瓦勒迪泽尔于2022年1月1日时的人口数量为1572人。

## 图集

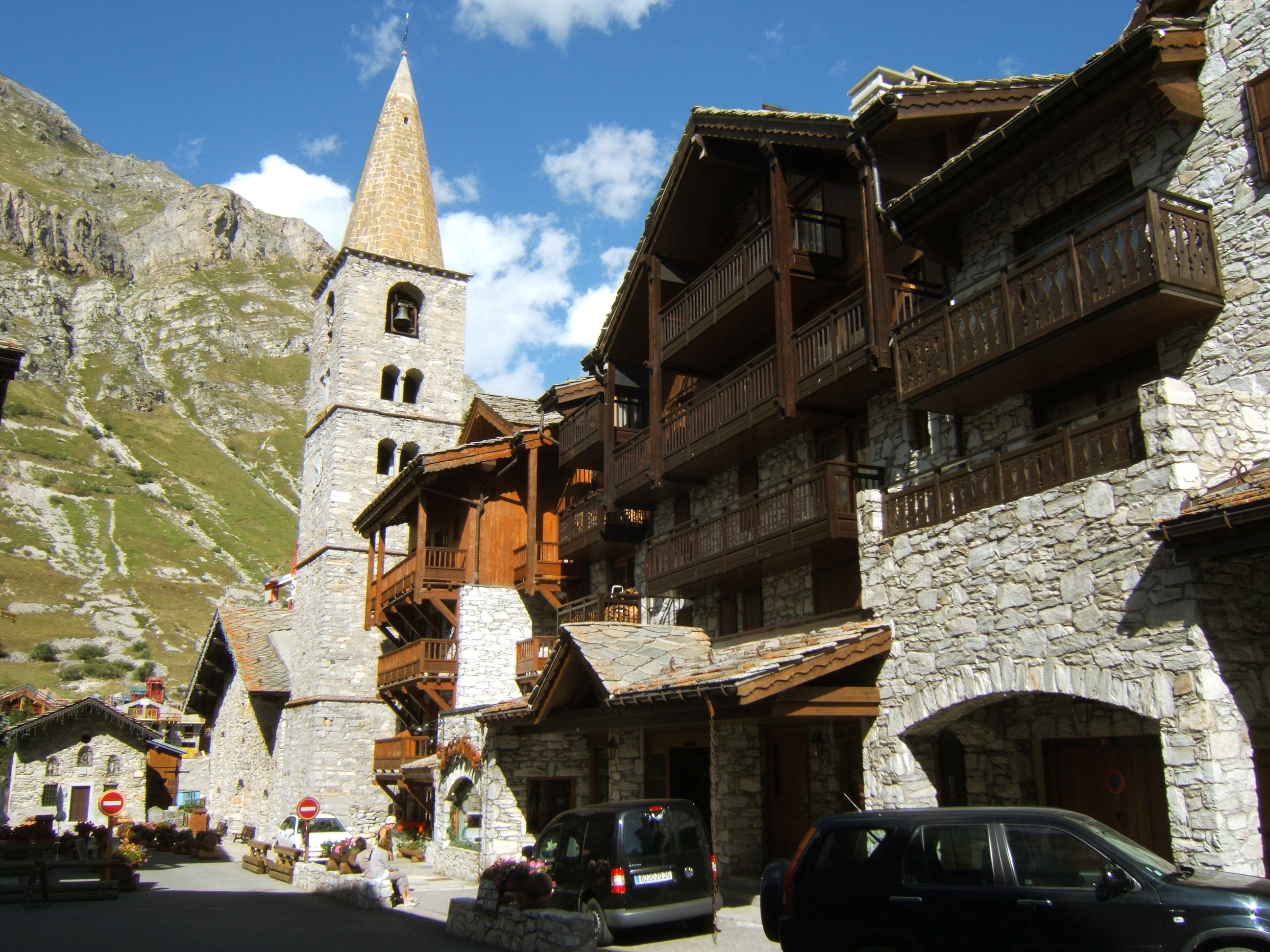
街景
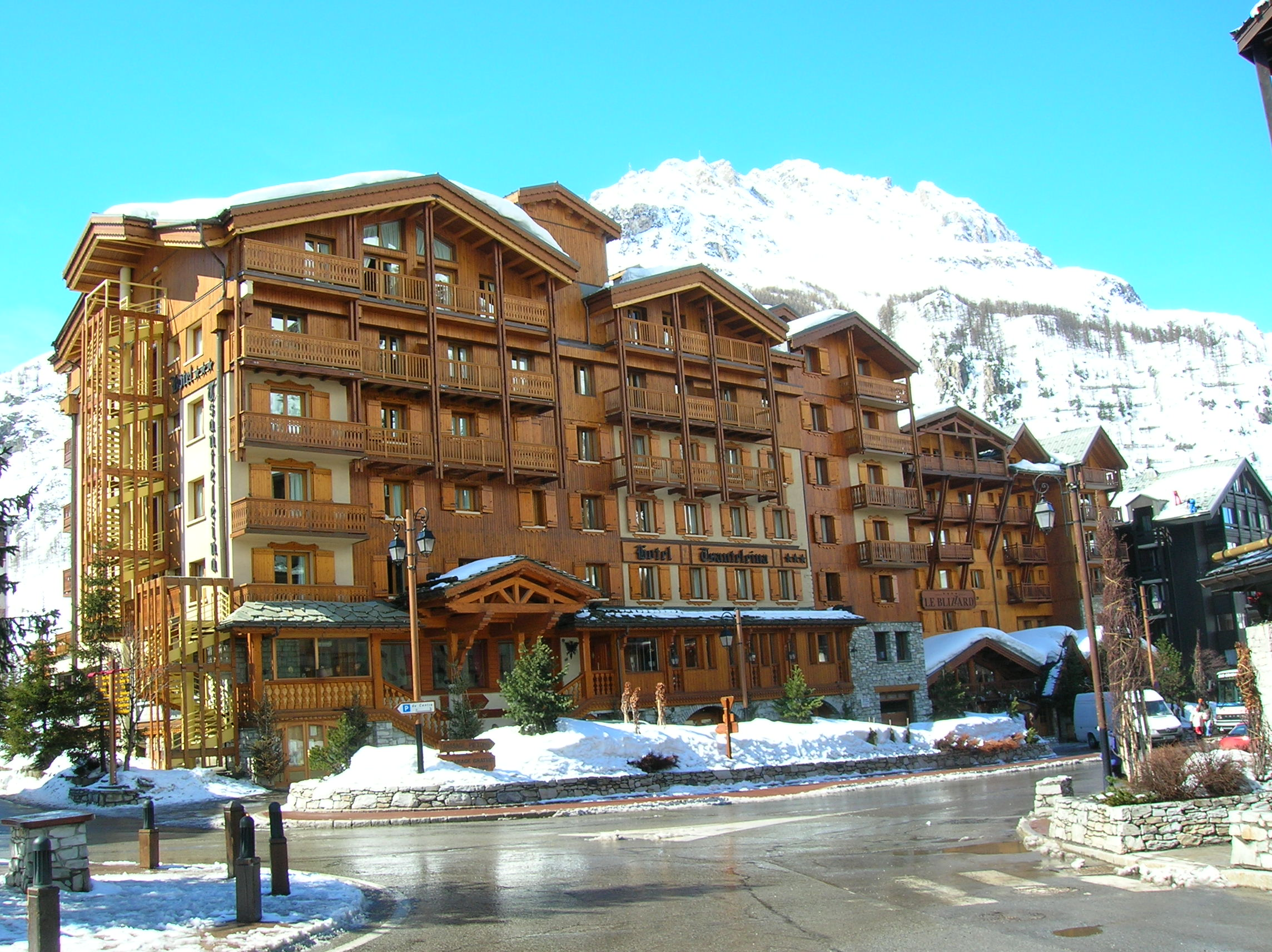
酒店
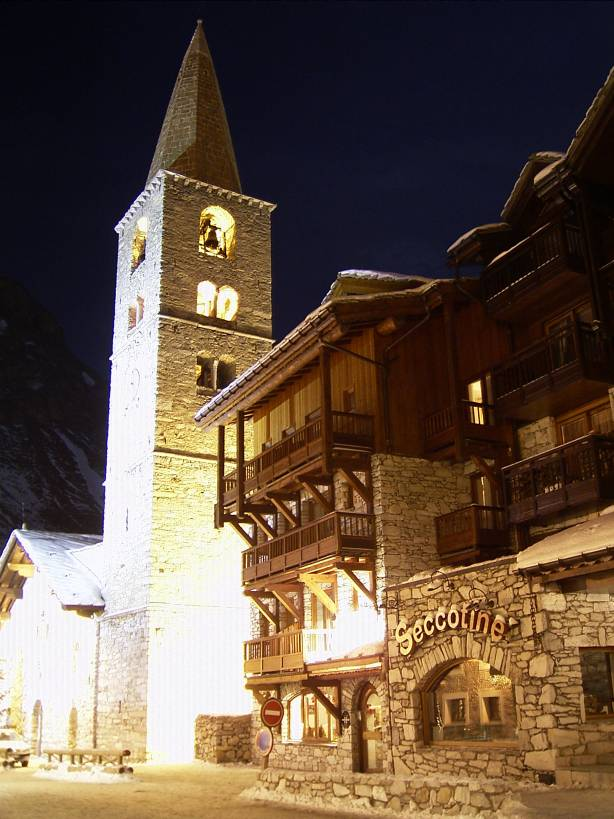
街景
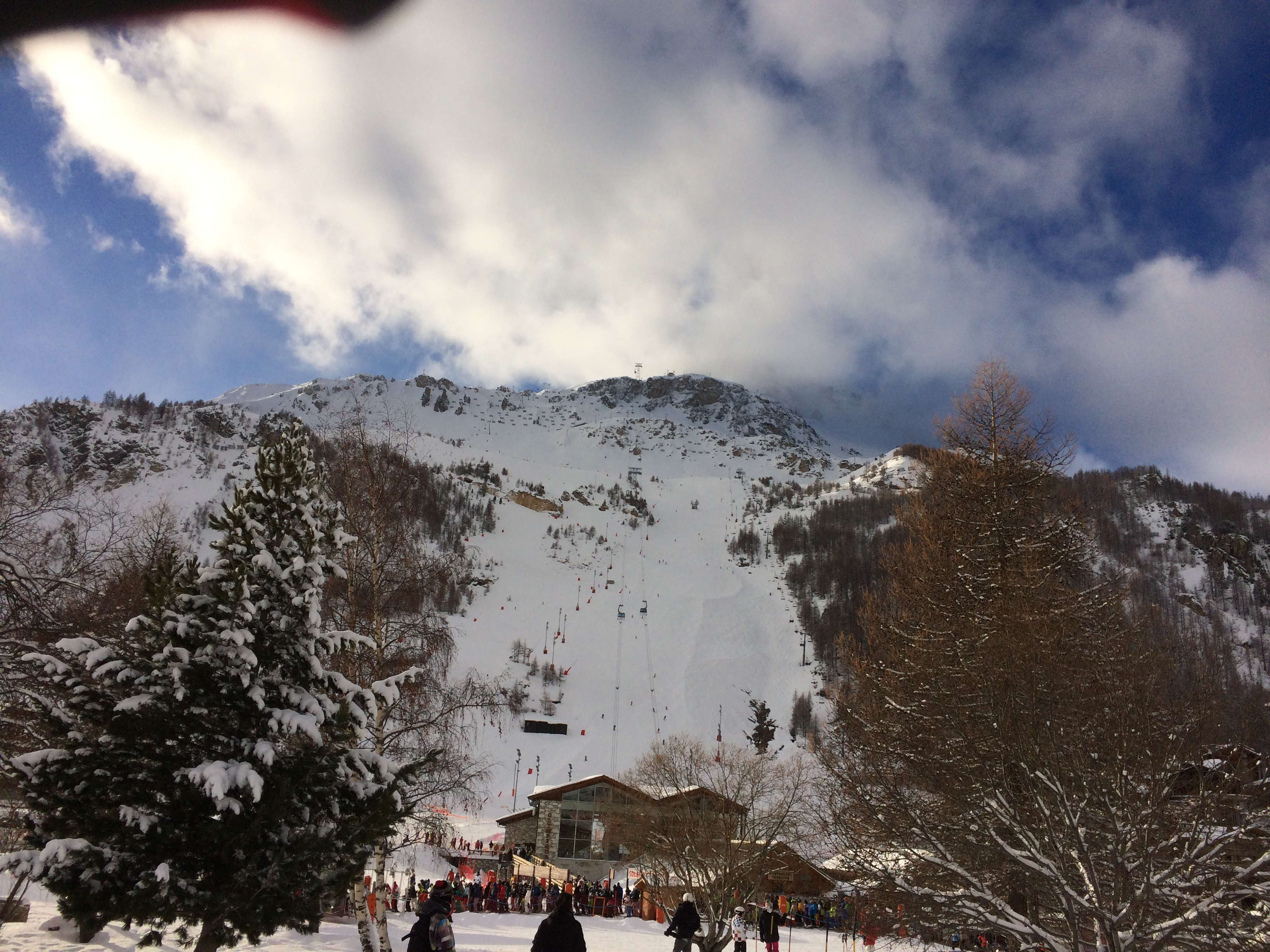
滑雪场